# Lee Jong-suk
Lee Jong-suk (hangul: 이종석; Suwon, Gyeonggi, 14 de septiembre de 1989) es un modelo y actor surcoreano. Debutó en 2005 con 15 años como modelo de ropa masculina, donde fue conocido por ser el modelo más joven del programa de colecciones para la semana de la moda de Seúl. Posteriormente, debutó como actor en el año 2009 con el cortometraje Sympathy, pero no fue hasta un año después cuando obtuvo gran reconocimiento internacional por su participación en la serie de televisión Jardín secreto, emitida en gran cantidad de países.
En 2012, después de haber aparecido en diferentes series de televisión y películas con papeles secundarios, obtuvo el papel principal en la serie de KBS 2TV School 2013, donde se desempeñó como estudiante de una ficticia escuela secundaria, donde mantenía una amistad con el personaje nterpretado por Kim Woo-bin.  Un año después fue clasificado en el quinto lugar según la encuesta Actors Who Lit Up 2013 por Gallup Korea, uno de los premios más reconocidos en Corea del Sur para la industria del entretenimiento.
Después de I Can Hear Your Voice en 2013, protagonizó durante 2014 en Doctor Stranger junto a Jin Se-yeon, interpretando a un médico cardíaco en Corea del Norte, que decide escapar al sur, en medio de una conspiración para traerlo de vuelta. Rápidamente la producción cruzó fronteras y en China se transformó en un éxito de internet donde obtuvo inicialmente 400 millones de reproducciones en diversos sitios de streaming.
A finales de 2014 y principios de 2015 protagonizó junto a Park Shin-hye, Pinocchio, convirtiéndose en el más joven actor en ser galardonado con el premio Mejor Actor Masculino en los Grimae Awards, por su participación en la serie. Debido a su popularidad en Asia, una figura de cera de su cuerpo se dio a conocer el 22 de enero de 2016 en el Museo Madame Tussauds de Hong Kong.

## Vida personal
Estudió Cine Profesional y Arte en la Universidad de Konkuk, donde se graduó en 2016.
Ingresó al servicio militar obligatorio el 8 de marzo de 2019 y salió el 2 de enero de 2021. Debido a un accidente de tráfico a los 16 años, que le provocó daños permanentes en una rodilla, fue asignado al servicio alternativo en una institución social.
Es propietario de un café, Cafe 89 Mansion, situado en Gangnam, distrito de Seúl.
El 31 de diciembre de 2022 las agencias de Lee Jong-suk y de Lee Ji-eun (IU) informaron de que ambos mantenían una relación que duraba ya cuatro meses. Se habían conocido en 2012, cuando fueron copresentadores durante seis meses del programa musical de SBS Inkigayo.

### Apoyo a beneficencia
El 7 de marzo de 2022 se anunció que el actor había donado 100 millones de KRW (aproximadamente US$ 82 175) al "Hope Bridge National Disaster Relief Association", para apoyar a las víctimas del incendio forestal que se salió de control en Gangwon y Gyeongsangbuk-do ,creando casas móviles para crear viviendas.

## Carrera
Es miembro de su propia agencia "A-man". Previamente formó parte de las agencias YNK Entertainment (hasta octubre de 2018) después de sólo cinco meses, de YG Entertainment (desde el 10 de mayo de 2016) y de Wellmade Yedang.

### 2005-2010
Primeros años
Lee Jong-suk modeló en Seoul Collection durante la semana de la moda de Seúl en 2005 a la temprana edad de 15 años, convirtiéndose en el modelo masculino más joven en caminar por la pasarela. Una vez iniciado en el modelaje, obtuvo gran acogida por diferentes diseñadores que lo consideraban como una musa, lo que le ayudó considerablemente para tener una extensa carrera, caminando por las pasarelas de moda para algunos de los mayores espectáculos de moda. Desde entonces, ha participado en una serie de desfiles de moda organizados por muchas de las mejores marcas en Corea. Durante esos años trabajó como modelo y fue elogiado por muchos como "un modelo que tenía la imagen de un niño y un hombre adulto que coexisten dentro de él".
Antes de debutar como actor, se preparó para su debut como miembro de un grupo musical. Según él, fue dispuesto como miembro del grupo durante tres meses y había firmado con la agencia, ya que inicialmente se le dijo que le ayudarían a actuar, pero la agencia no mantuvo su promesa y él decidió desistir de aquel proyecto. Posteriormente decidió estudiar y se especializó en imágenes de arte en movimiento profesional, en la Universidad Konkuk.

### 2010-2012. Comienzos como actor
El 31 de marzo de 2010 comenzó a emitirse la producción donde Jong Suk hizo su debut oficial como actor en la serie de televisión protagonizada por Kim So Yeon, Prosecutor Princess. Posteriormente a finales de ese año obtuvo un papel secundario en la popular serie, Jardín secreto donde interpretó a un joven homosexual, que se desempeñaba como compositor con gran talento que se relacionaba con Oska, interpretado por Yoon Sang Hyun, un extravagante cantante Hallyu, que lo consideraba como una musa inspiradora y lo llamaba Sol.
Desde septiembre de 2011 hasta marzo de 2012, apareció en High Kick: Revenge of the Short Legged donde interpretó el personaje Ahn Jong Suk, quien estaba involucrado en una complicada relación junto a Baek Jin Hee, Yoon Kye Sang y Kim Ji Won. Después de su primera experiencia como actor en el largometraje de terror Ghosts, apareció en la película R2B: Return to Base una nueva versión de una antiguo largometraje surcoreano de 1964 Red Scarf, que toma lugar en la guerra de Corea. Ahí participó como personaje principal junto a Rain, ejerciendo en un equipo de pilotos de aeronaves F-15K.

### 2012-2013. Aumento de popularidad

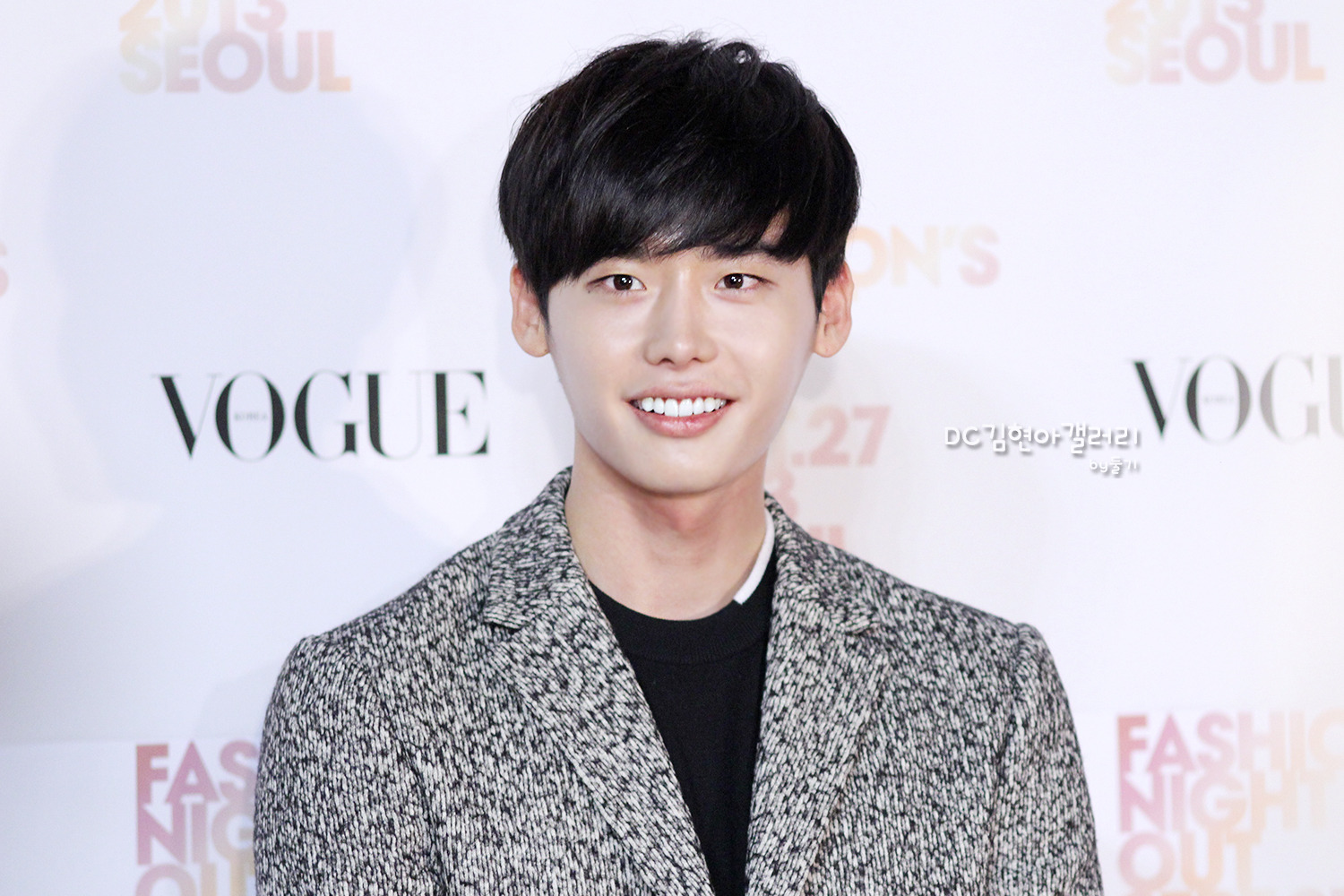
Jong Suk durante el Vogue Fashion's Night Out de 2013.

El 2012, se convirtió en su gran año, ya que después de haber aparecido en diferentes series de televisión y películas con papeles secundarios, obtuvo el papel principal en la serie de KBS 2TV, School 2013 donde obtuvo el papel principal como Go Nam-soon, un estudiante de secundaria en una ficticia escuela donde diferentes conflictos se provocan por la competencia de calificaciones, además de sufrir acoso escolar, hasta la llegada de Park Hong Soo (Kim Woo Bin), quien se convierte en su amigo. Finalizado School 2013 recibió su primer premio por el papel de Go Nam Soon durante los KBS Drama Awards de 2012 en la categoría de Mejor Actor. Además fue anfitrión de la ceremonia junto con Yoo Jun-sang.
Un año después fue clasificado en el quinto lugar según la encuesta Actors Who Lit Up 2013 por Gallup Korea, uno de los premios más reconocidos en Corea del Sur para la industria del entretenimiento.
Posteriormente Jong Suk protagonizó el popular drama I Can Hear Your Voice con Lee Bo Young, donde protagonizó a Park Soo Ha, un joven inteligente que podía leer la mente. Originalmente el drama se fijó para 16 episodios, pero debido al alto índice de audiencia la serie se extendió por 2 episodios. I Can Hear Your Voice le dio reconocimiento excepcional y recibió el Premio a la Excelencia en la categoría masculina durante los Korea Drama Awards por su papel, así como el Premio a la Mejor Pareja, junto con Lee Bo Young. Además fue el actor principal en la película No Breathing con Seo In Guk y Kwon Yuri de Girls' Generation.

### 2014-2015.Doctor StrangeryPinocchio
En 2014 actuó en la película Hot Young Bloods con Park Bo Young, que está ambientada en un pueblo agrícola en Chungcheong de vuelta en la década de 1980 y se centra en las vidas y amores de varios estudiantes de secundaria. Es la segunda película de Jong Suk en el papel principal e interpreta nuevamente a un estudiante de secundaria.
También tomó el papel principal en el popular drama médico de SBS, Doctor Stranger en el mismo año. En el drama protagoniza a Park Hoon, un médico nacido en Corea del Sur pero criado en Corea del Norte tras una crisis nuclear, él se desarrolla con grandes capacidades médicas pero se enamora de una chica norcoreana y su destino esta en juego cuando deciden escapar. En China, los derechos de transmisión en línea para el drama se vendieron por $80.000 por episodio, además, estuvo en sitios de streaming Youku y Tudou donde recibió 330 millones y 50 millones de visitas, respectivamente.
En su anterior drama I Can Hear Your Voice, superó los 350 millones de reproducciones en Youku durante julio de 2014. Debido al éxito de Doctor Stranger en China, estaba previsto editar la serie y convertirla en una película para ser estrenada exclusivamente en cines de ese país. Jong Suk se volvió tan popular durante ese momento en China que fue llamado por la prensa como uno de los Cuatro fantásticos de Hallyu junto a Kim Soo Hyun, Lee Min Ho y Kim Woo Bin.
El 11 de septiembre de 2014, fue confirmado para protagonizar Pinocchio junto a la actriz Park Shin Hye, donde se desempeñó en el papel de Choi Dal Po, un reportero en una empresa de radiodifusión con una buena memoria. Posteriormente entre 2014 y 2015, apareció en los nuevos anuncios de Oakley a nivel global, convirtiéndose en el primer modelo coreano en promocionar la famosa marca de anteojos.

### 2016 - presente.W, While You Were SleepingyBig Mouse
En diciembre de 2015 fue confirmado como parte de una nueva serie de televisión de drama histórico dirigida por Jin Hyuk, coproducción china-coreana titulada Jade Lover que toma lugar en 1930 y cuyas filmaciones se iniciaron en enero de 2016 en China. Fue anunciada la actriz china Zheng Shuang como la protagonista junto a él, además de ser trasmitida en Corea por Seoul Broadcasting System.
El 29 de enero, decidió convertirse en voluntario y servir como modelo para la causa benéfica Brown Edition organizada por la empresa de mensajería instantánea LINE y Unicef, que correspondían a peluches basados en uno de los emoticón de la aplicación, que pueden ser comprados y cuyo dinero iría a una causa benéfica. Además decidió donar ₩200 millones al comité coreano de Unicef.
El 20 de julio de 2016 se unió al elenco principal de la serie de MBC, W donde dio vida a Kang Chul, un personaje de una historieta que cobra vida. La serie la coprotagonizó junto a Han Hyo Joo.
En 2016 filmó la serie Jade Lover, sin embargo hasta ahora (agosto de 2021) la serie no se ha estrenado. En marzo de 2018 se anunció que dejaría la agencia.
El 27 de noviembre del 2018 se unió al elenco principal de la nueva miniserie de dos partes Hymn of Death, donde dio vida al genio dramaturgo Kim Woo-jin, hasta el final de la serie el 4 de diciembre del mismo año.
En el 2019 se unió al elenco principal de la serie de romance y comedia El amor es un capítulo aparte (también conocida como "Romance Supplement"), donde dio vida a Cha Eun-ho, un brillante escritor que también es el editor en jefe más joven de la compañía.
En 2021 se confirmó que se había unido al elenco principal de la película Decibel.
El 26 de abril de 2022, se unirá al elenco principal de la serie Big Mouse, donde da vida a Park Chang-ho, un modesto abogado con una tasa de victorias del 10% que investigando un caso de asesinato acaba siendo confundido con un estafador. La serie se espera sea estrenada en el 2022. Se trata del primer papel protagonista en una serie televisiva tras haber cumplido su servicio militar, concluido el 31 de diciembre de 2021.

## Filmografía

### Películas
| Año  | Título                           | Hangul            | Papel                 | Notas              | Ref.                 |
| ---- | -------------------------------- | ----------------- | --------------------- | ------------------ | -------------------- |
| 2005 | Sympathy                         | 시대교감          | Lee Han-sol           |                    |                      |
| 2010 | Ghost                            | 귀                | Baek Hyun-wook        |                    |                      |
| 2012 | As One                           | 코리아            | Choi Kyung-sub        |                    | [ 59 ]               |
| 2012 | R2B: Return to Base              | R2B: 리턴투베이스 | Teniente Ji Seok-hyun |                    | [ 60 ]               |
| 2013 | The Face Reader                  | 관상              | Kim Jin-hyeong        |                    | [ 61 ]               |
| 2013 | No Breathing                     | 노브레싱          | Jeong Woo-sang        |                    | [ 62 ]               |
| 2014 | Hot Young Bloods                 | 피끓는 청춘       | Kang Joong-gil        |                    | [ 63 ] [ 64 ]        |
| 2017 | V.I.P                            | 브이아이피        | Kim Gwang-il          |                    | [ 65 ] [ 66 ]        |
| 2022 | The Witch: Part 2. The Other One | 마녀2             | Jang                  | Cameo              | [ 67 ]               |
| 2022 | Decibel                          | 데시벨            | Jeon Tae-seong        |                    | [ 68 ] [ 69 ] [ 70 ] |
| 2024 | The Plot                         | 설계자            | Socio de Yeong-il     | Aparición especial | [ 71 ] [ 72 ]        |

### Series de televisión
| Año     | Título                                 | Título original            | Papel                     | Canal        | Notas                      | Ref.          |
| ------- | -------------------------------------- | -------------------------- | ------------------------- | ------------ | -------------------------- | ------------- |
| 2010    | Prosecutor Princess                    | 검사 프린세스              | Lee Woo-hyun              | SBS          |                            | [ 73 ]        |
| 2010-11 | Jardín secreto                         | 시크릿 가든                | Han Tae-sun               | SBS          |                            | [ 74 ]        |
| 2011-12 | High Kick: Revenge of the Short Legged | 하이킥! : 짧은 다리의 역습 | Ahn Jong-seok             | MBC          |                            | [ 25 ]        |
| 2012    | When I Was The Prettiest               | 내가 가장 예뻤을때         | Yoon Jung-hyuk            | KBS          | Drama Special              | [ 75 ]        |
| 2012-13 | School 2013                            | 학교 2013                  | Ko Nam-soon               | KBS          |                            | [ 76 ] [ 77 ] |
| 2013    | I Can Hear Your Voice                  | 너의 목소리가 들려         | Park Soo-ha               | SBS          |                            | [ 78 ] [ 79 ] |
| 2013    | Potato Star 2013QR3                    | 감자별 2013QR3             | Jong-seok                 | tvN          | Cameo (episodio 15)        | [ 80 ]        |
| 2014    | Doctor Stranger                        | 닥터 이방인                | Park Hoon                 | SBS          |                            | [ 81 ]        |
| 2014-15 | Pinocchio                              | 피노키오                   | Choi Dal-po / Ki Ha-myung | SBS          |                            | [ 82 ]        |
| 2016    | W                                      | 더블유                     | Kang Cheol                | MBC          |                            | [ 83 ]        |
| 2016    | Gogh, The Starry Night                 | 고호의 별이 빛나는 밤에    | Song Dae-gi               | Sohu TV, SBS | Cameo (episodio 5)         | [ 84 ]        |
| 2016    | Weightlifting Fairy Kim Bok-joo        | 역도요정 김복주            | Jong-seok                 | MBC          | Cameo (episodio 2)         | [ 85 ]        |
| 2016    | Jade Lover                             | 翡翠恋人                   |                           |              | Cancelada; filmada en 2016 | [ 86 ]        |
| 2017    | While You Were Sleeping                | 당신이 잠든 사이에         | Jung Jae-chan             | SBS          | 32 episodios               | [ 87 ] [ 88 ] |
| 2018    | Hymn of Death                          | 사의 찬미                  | Kim Woo-jin               | SBS, Netflix | Drama Special              | [ 89 ] [ 90 ] |
| 2019    | El amor es un capítulo aparte          | 로맨스는 별책부록          | Cha Eun-ho                | tvN, Netflix | 16 episodios               | [ 91 ] [ 92 ] |
| 2022    | Big Mouth                              | 빅마우스                   | Park Chang-ho             | tvN          | 16 episodios               | [ 93 ] [ 94 ] |
| 2025    | Law and the City                       | 서초동                     | Ahn Joo-hyung             | tvN          | 12 episodios               | [ 95 ]        |

### Vídeos musicales
- I Don't Care de 2NE1 (2009).
- Don't Play Around de Chi Chi (2011).
- Lost de Nicole Jung (2012).
- My Valentine de Jung Yup (2015).
- Love is de Davichi (2016).[96]

### Apariciones en programas
| Año        | Programa    | Notas                 |
| ---------- | ----------- | --------------------- |
| 2015, 2016 | Happy Camp  | (apareció en video)   |
| 2013, 2014 | Running Man | episodios #138 y #181 |

### Anuncios
| Año  | Título         | Notas                              |
| ---- | -------------- | ---------------------------------- |
| 2017 | Celebeau Korea | (cosméticos) - junto a Kim Yong-ji |

### Revistas / sesiones fotográficas
| Año  | Título                | Notas                                                                |
| ---- | --------------------- | -------------------------------------------------------------------- |
| 2017 | Magazine M and Cine21 | junto a Jang Dong-gun, Park Hee-soon y Kim Myung-min - (volumen 227) |
| 2021 | ELLE Korea Magazine   | [ 99 ]                                                               |

## Premios y nominaciones
| Año  | Premio                                  | Categoría                                       | Papel                   | Resultado | Ref.            |
| ---- | --------------------------------------- | ----------------------------------------------- | ----------------------- | --------- | --------------- |
| 2011 | Style Icon Awards                       | SIA's Choice Award                              | Lee Jong-suk            | Ganador   | [ 100 ]         |
| 2012 | KBS Drama Awards                        | Mejor actor revelación                          | School 2013             | Ganador   | [ 101 ]         |
| 2012 | KBS Drama Awards                        | Premio Netizen, actor                           | School 2013             | Nominado  |                 |
| 2013 | APAN Star Awards                        | Premio a la excelencia, actor                   | I Can Hear Your Voice   | Nominado  | [ 102 ]         |
| 2013 | APAN Star Awards                        | Mejor pareja (junto a Lee Bo-young)             | I Can Hear Your Voice   | Ganadores | [ 102 ]         |
| 2013 | Korean Culture and Entertainment Awards | Premio a la gran excelencia, actor              | I Can Hear Your Voice   | Ganador   |                 |
| 2016 | 1st Asia Artist Award                   | Mejor actor                                     | W - Two Worlds          | Nominado  |                 |
| 2016 | 5th APAN Star Award                     | Mejor pareja (junto a Han Hyo-joo)              | W - Two Worlds          | Nominados |                 |
| 2016 | 36th MBC Drama Award                    | Mejor pareja (junto a Han Hyo-joo)              | W - Two Worlds          | Ganadores |                 |
| 2016 | 36th MBC Drama Award                    | Gran Premio (Daesang)                           | W - Two Worlds          | Ganador   |                 |
| 2016 | 36th MBC Drama Award                    | Premio a la gran excelencia, actor en miniserie | W - Two Worlds          | Ganador   |                 |
| 2017 | SBS Drama Award                         | Mejor pareja (junto a Bae Suzy)                 | While You Were Sleeping | Ganadores |                 |
| 2017 | SBS Drama Award                         | Premio a la gran excelencia, actor              | While You Were Sleeping | Ganador   | [ 103 ]         |
| 2018 | Instagram Awards                        | Top 5 Accounts                                  |                         | Ganador   |                 |
| 2022 | MBC Drama Awards                        | Mejor pareja (junto a Im Yoon-ah)               | Big Mouse               | Ganadores | [ 104 ] [ 105 ] |
| 2022 | MBC Drama Awards                        | Daesang (Grand Prize)                           | Big Mouse               | Ganador   | [ 104 ] [ 105 ] |
| 2022 | MBC Drama Awards                        | Premio a la gran excelencia, actor en miniserie | Big Mouse               | Nominado  | [ 104 ] [ 105 ] |